# Nu (architecture)
Pour les articles homonymes, voir NU.
En architecture et construction, nu désigne la surface unie d'après laquelle on détermine les diverses saillies d'architecture.
Ainsi on dit qu'une corniche a tant de « saillie » du nu du mur ce qui correspond à son avancée.